# Нацули
Нацули (груз. ნაცული) — село в Грузии, на территории Лентехского муниципалитета края (мхаре) Рача-Лечхуми и Нижняя Сванетия.

## География
Село находится в северной части Грузии, на левом берегу реки Гобишури (левый приток Цхенисцкали), на расстоянии приблизительно 29 километров (по прямой) к востоку от посёлка городского типа Лентехи, административного центра муниципалитета. Абсолютная высота — 1545 метров над уровнем моря.

## Население
По результатам официальной переписи населения 2014 года, в Нацули проживал 61 человек (30 мужчин и 31 женщина). В национальной структуре населения грузины составляли 100 %.
| Год  | Население, человек |
| ---- | ------------------ |
| 2002 | 82                 |
| 2014 | ↘ 61               |